# إيما نواهي
إيما أيما آيي نواهي (28 سبتمبر 1854-28 ديسمبر 1935) ناشطة سياسية من سكان هاواي الأصليين وزعيمة مجتمعية وناشرة صحيفة. كانت وزوجها جوزيف نواهي من قيادات معارضة الإطاحة بمملكة هاواي وشاركا في تأسيس صحيفة كي ألوها أينا بلغة هاواي، والتي كانت بمثابة صوت مهم في مقاومة ضم هاواي إلى الولايات المتحدة. ساعدت بعد الضم في تأسيس الحزب الديمقراطي في هاواي وأصبحت مؤيدة لحركة حق تصويت المرأة.

## النشأة
ولدت في 28 سبتمبر 1854 في كيكواو، الجزء الريفي من هيلو في جزيرة هاواي، وعُدّت «هابا» إذ كانت من أصل نصف هاوائي أصلي ونصف صيني. كانت والدتها كاهوليو ابنة أحد زعماء هيلو، بينما كان والدها تونغ يي مهاجرًا صينيًا من مقاطعة شيانغشان في غوانغدونغ. غادر والدها الصين في الأصل للمشاركة في حمى البحث عن الذهب في كاليفورنيا، لكنه استقر لاحقًا في هيلو في عام 1850 حيث أصبح رجل أعمال ناجحًا وشارك في تأسيس مزرعة سكر بوكاوا مع مزارعي السكر الصينيين الآخرين من الأراضي المستأجرة من الملك كاميهاميها الخامس. تزوج والداها في 25 يونيو 1851، واعتمد والدها لقب آيي (بناءً على النطق الهاوائي لاسمه الأول) لنفسه ولأطفاله. عُرفت وأخواتها الأربع آنا وآلاي وىوي وميهانا باسم كا بوا أو كينا (زهرة الصين) واعتُبرن من «الجميلات المشهورات».
تزوجت إيما في 17 فبراير 1881 من السياسي جوزيف نواهي في هيلو كزوجة ثانية له، وأنجبا ثلاثة أبناء: ألبرت كاهيواهيوا نواهي (1881-1904)، وألكسندر كايوكالاني نواهي (1883-1942) وجوزيف نواهي الابن (1885-1888)، وما زال أحفادهم على قيد الحياة حتى يومنا هذا. تبنيا أيضًا ابنة سميت إيميلين كاليوناموكو «كالي» نواهي (1877-1901) والتي توفيت أثناء التحاقها بمدرسة سانت أندروز بريوري في هونولولو. أصبحت إيما خلال الحياة السياسية لزوجها وإقامتهما في هونولولو، صديقةً ووصيفةً للملكة ليليوكالاني.

## النشاط السياسي
أصبح جوزيف نواهي بعد الإطاحة بالنظام الملكي في 17 يناير 1893 رئيسًا للرابطة الوطنية لرجال هاواي، وهي مجموعة وطنية تأسست بعد فترة وجيزة من الإطاحة لمعارضة الضم ودعم الملكة المخلوعة. انضمت إيما إلى المنظمة النسائية المقابلة (الرابطة الوطنية لنساء هاواي)، التي كانت تحت قيادة أبيجيل كوايهيلاني كامبل كرئيسة. عملت كواحدة من أعضاء اللجنة التنفيذية للمنظمة في عام 1893 ثم عملت لاحقًا كسكرتيرة لفرع هيلو للرابطة.
قدمت إيما والأعضاء الآخرون في اللجنة التنفيذية للرابطة الوطنية لنساء هاواي في عام 1893 التماسًا إلى مفوض الولايات المتحدة جيمس هندرسون بلونت الذي أرسله الرئيس جروفر كليفلاند للتحقيق في الانقلاب. تضمن نص الالتماس الموجه إلى حكومة الولايات المتحدة التالي:
«نحن نساء جزر هاواي، ومن أجل عائلاتنا وسعادة أوطاننا، نرغب في السلام والهدوء السياسي، ونصلي حتى لا يُسمح لجشع الإنسان للسلطة والغنائم أن يزعج الحياة السعيدة لهذه الجزر، وأن تُقمع التحريضات والاضطرابات الثورية التي بدأت هنا منذ عام 1887، من قبل قلة من الأجانب، إلى الأبد.
ولهذه الغاية، نعتقد- في ظل الاحداث الأخيرة- أن حفظ السلام والرفاهية والشرف لكل من أمريكا وهاواي، سيتحقق بشكل أفضل إذا لم تؤيد حكومة الجمهورية الأمريكية العظيمة السلوك غير القانوني وتدخل ممثليها هنا والرغبة المتهورة لأقلية من الأجانب في الضم. لذا، نصلي باحترام وبكامل جديتنا من أجل منح هاواي الحفاظ على استقلالها الذاتي واستعادة نظامها الملكي الأصلي الشرعي في ظل الملكة ليليوكالاني، التي نثق بها بالكامل.
ونأمل أن يستقبل المواطن الموقر، الذي يترأس الولايات المتحدة بحكمة، التماسنا، وسنصلي لأجله على الدوام لأن يباركه الله ويبارك حكومته».